# 鳞

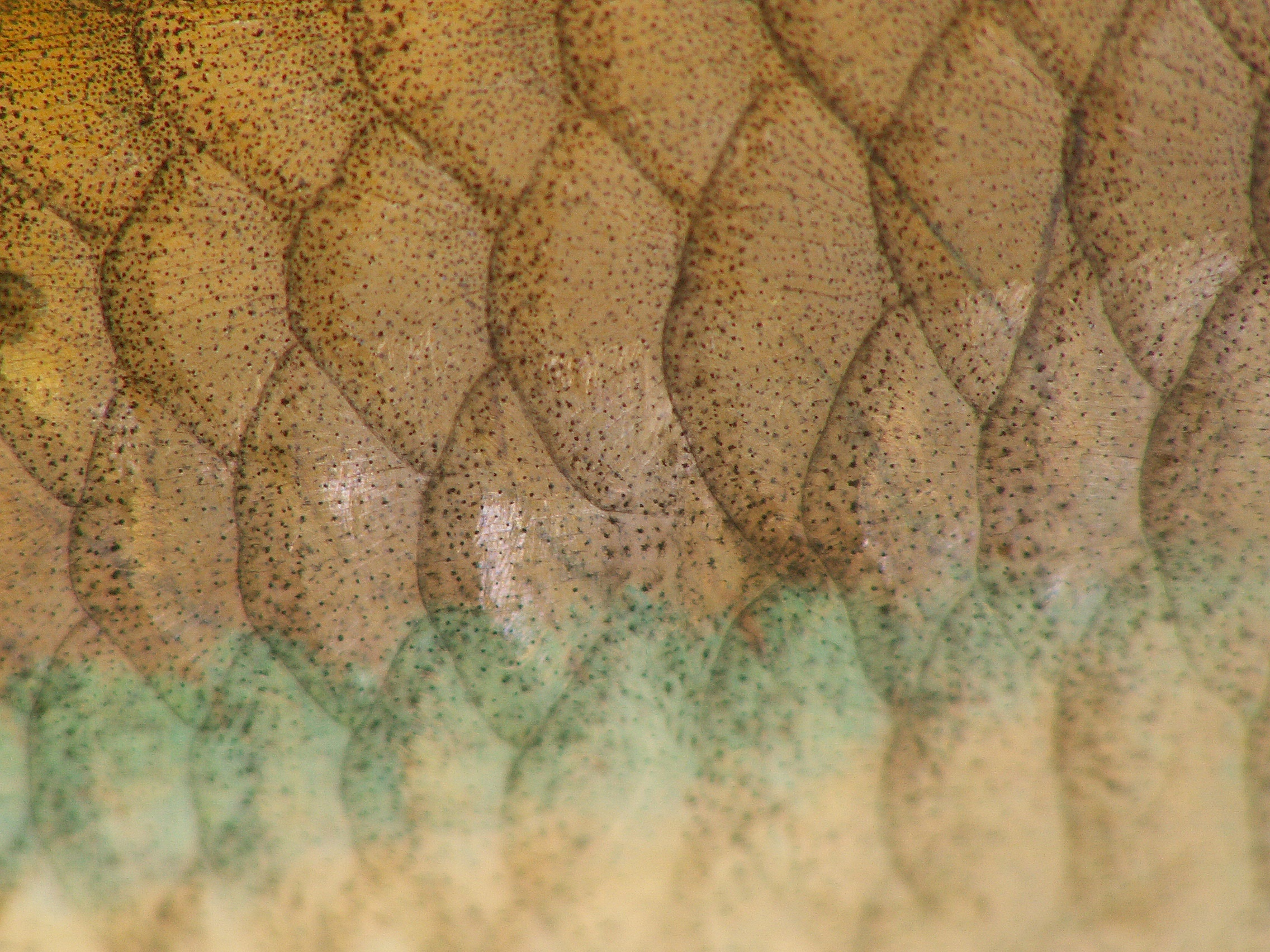
鳑鲏（Rhodeus amarus）的鳞近观

鳞，又称鳞片，是一些动物皮肤表面衍生的硬薄片状结构，有保护作用。鳞见于鱼类、爬行动物，一些哺乳动物的部分或全部体表，以及鸟类的足部。鱗翅目昆虫的翅膀表面也覆盖有细微的鳞片结构，肉眼下类似粉状，也称鱗粉。
另外，鳞也被用来形容其他密集排列，类似鱼鳞的片状结构，如鳞茎、鳞状上皮细胞等。

## 鱼类的鳞
大多数真骨鱼类体表覆盖鳞片。少鳞或无鳞的鱼类一般体表分泌有保护作用的粘液。

### 盾鳞

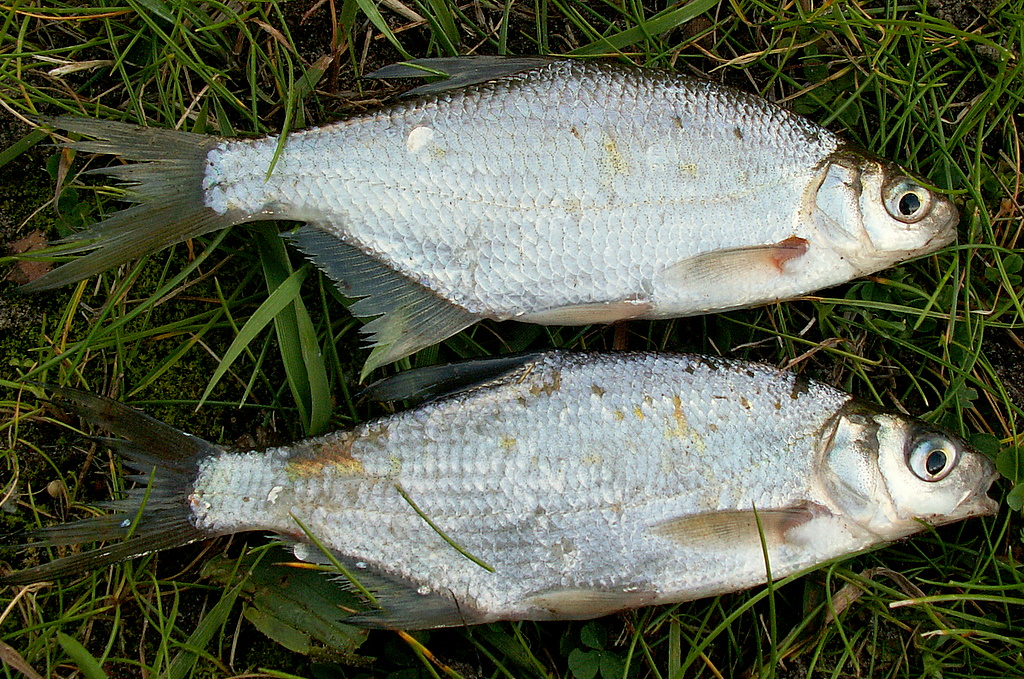
不同种的鱼的鳞片数量和排列也不一样。上为白欧鳊（Blicca bjoerkna），下为欧鳊（Abramis brama）

盾鳞（placoid scale），为板鳃鱼类特有，由表皮和真皮形成，结构分基板和鳞棘两个部分。基板由齿质构成，一般呈菱形埋在皮肤中。鳞棘露在皮肤外面，尖端朝后，外面覆盖釉质，内部为齿质。鳞棘内部有含有结缔组织、血管、神经的髓腔，其结构类似牙齿，因此又称皮齿。盾鳞一般呈对角线排列。
每个鳞片在形成后，其横向面积是固定的，只有随着基板加厚略有增高。旧的盾鳞随时脱落并被新生鳞片代替。
盾鳞见于鲨鱼的全体，头和背鳍表面。背部鳞片大而腹部鳞片小。鳐类的盾鳞一般分散不均分布在背部、尾部和胸鳍部位。

### 硬鳞
硬鳞（ganoid scale）为埋在真皮下的菱形骨板，源于真皮。见于多鳍鱼目和雀鳝目。硬鳞成行排列，相邻鳞片可以凹凸面相嵌接，并且有伸缩余地。
硬鳞最多可有四层结构：表面的硬鳞层（ganoine）为充分钙化，坚硬有特殊光泽的闪光质（ganoin），类似釉质。下面有类似似齿质的科司美层（cosmine），具髓腔的管质层（vascular）和平行骨板构成的内骨层（isopedine）。

### 骨鳞

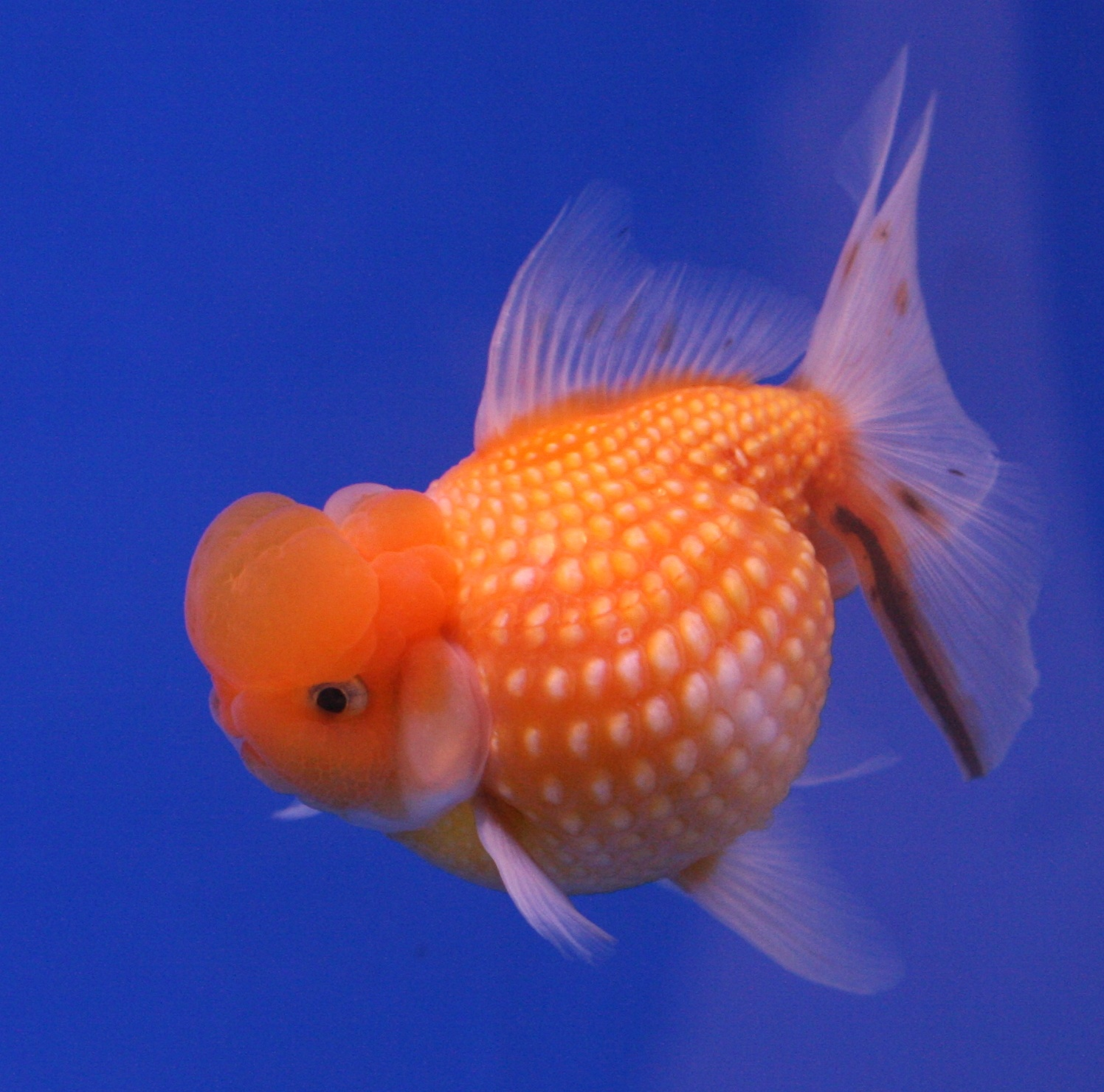
一些人工培育的金鱼品种鳞上因为有石灰质沉积，中心发白而且凸出，状如珍珠而被称为珍珠金鱼。得名

大多数硬骨鱼类的鳞属于骨鳞（bony scale）。由源于真皮的骨板构成。骨鳞前端生长在鳞囊内，后端游离，呈覆瓦状排列。骨鳞终生不更换，但可随鱼体生长而长大，
骨鳞上由于生长速度变化造成同心的圆环称为年轮。在北半球，春夏季的鱼体生长快而环纹宽；秋冬生长慢而环纹密；故一年之间有疏密两群环纹。年轮可以用来判断鱼体年龄、生长速度等。
多数鱼体两侧覆盖侧线的鳞片上有侧线孔，用来和外界相通感觉振动和水流情况。
骨鳞按形状分成两种：圆鳞（cycloid scale）的游离端光滑，见于鮭魚、鲤鱼等。栉鳞（ctenoid scale）的游离端有细小锯齿状突起。见于鲈形目等。
圆鳞和栉鳞可以见于同一鱼体的不同部位，如半滑舌鳎有眼侧为栉鳞，无眼侧为圆鳞。它们也可见于同一鱼体的不同阶段，如鲱鲤的幼鱼为圆鳞，而成鱼为栉鳞。

## 其他脊椎动物的鳞

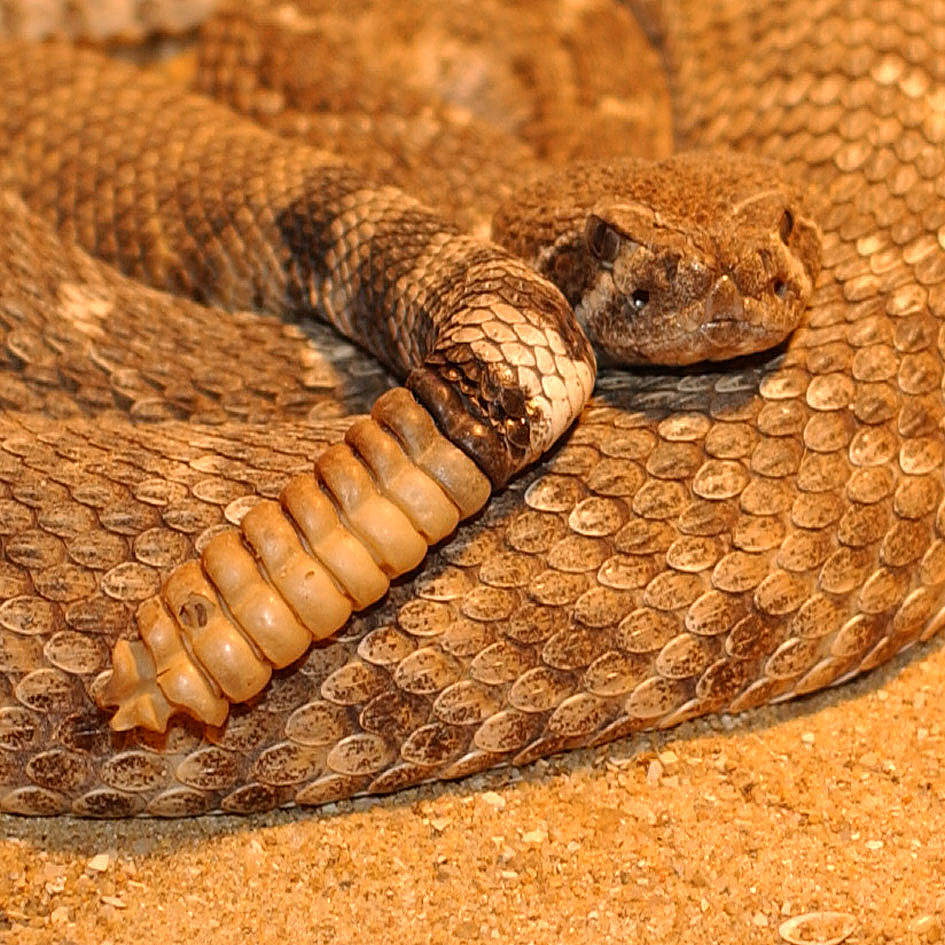
西部菱背响尾蛇（Crotalus atrox）体表的角质鳞

多数爬行动物体表覆盖角质化的鳞片，或真皮衍生的骨板或骨片。和鱼类鳞片不同，蛇、鳄鱼等动物的角质鳞来源于表皮而不是真皮。角质鳞也存在于鸟类的足部、鼠类的尾部，以及穿山甲、犰狳的体表。

## 鳞翅目的鳞
鳞翅目的多数昆虫翅膀表面覆盖有角质瓦状排列的微小鳞片，在外物触碰时很容易脱落。鳞翅目的鳞片颜色丰富多样，有求偶、警戒、隐蔽等效果。有些鳞片本身含色素，另一些则不含色素，而是在光照下由其细微结构造成衍射而产生颜色。